# Кардамон

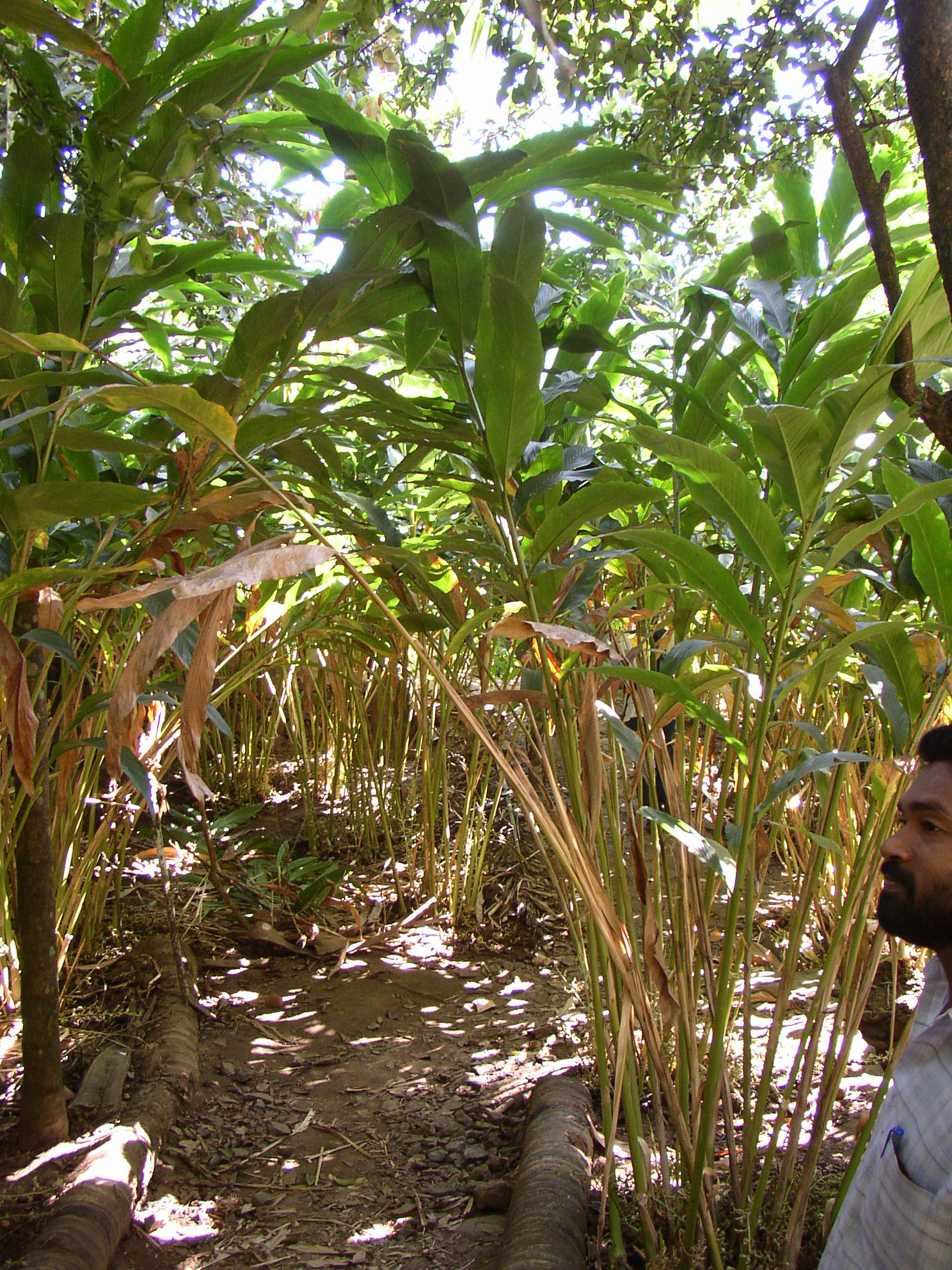
Плантация кардамона

Кардамо́н (кардамом, от греч. καρδάμωμον) — плоды многолетнего травянистого растения Кардамон настоящий (Elettaria cardamomum (L.) Maton) семейства Имбирные. Плоды созревают на третий год, обладают очень сильным ароматом с камфорными тонами и принадлежат к числу самых дорогих пряностей, отчего прозваны «царицей специй».
Недозрелые плоды растения — коробочки, в поперечном разрезе треугольные, — собирают, сушат на солнце, затем увлажняют и повторно сушат. Получаются трёхгранные капсулы белого цвета длиной от 0,8 до 1,5 см.
Родина кардамона — Малабарский берег Индии и Цейлон. В XXI веке наибольшее количество пряности производит Гватемала.

## Использование

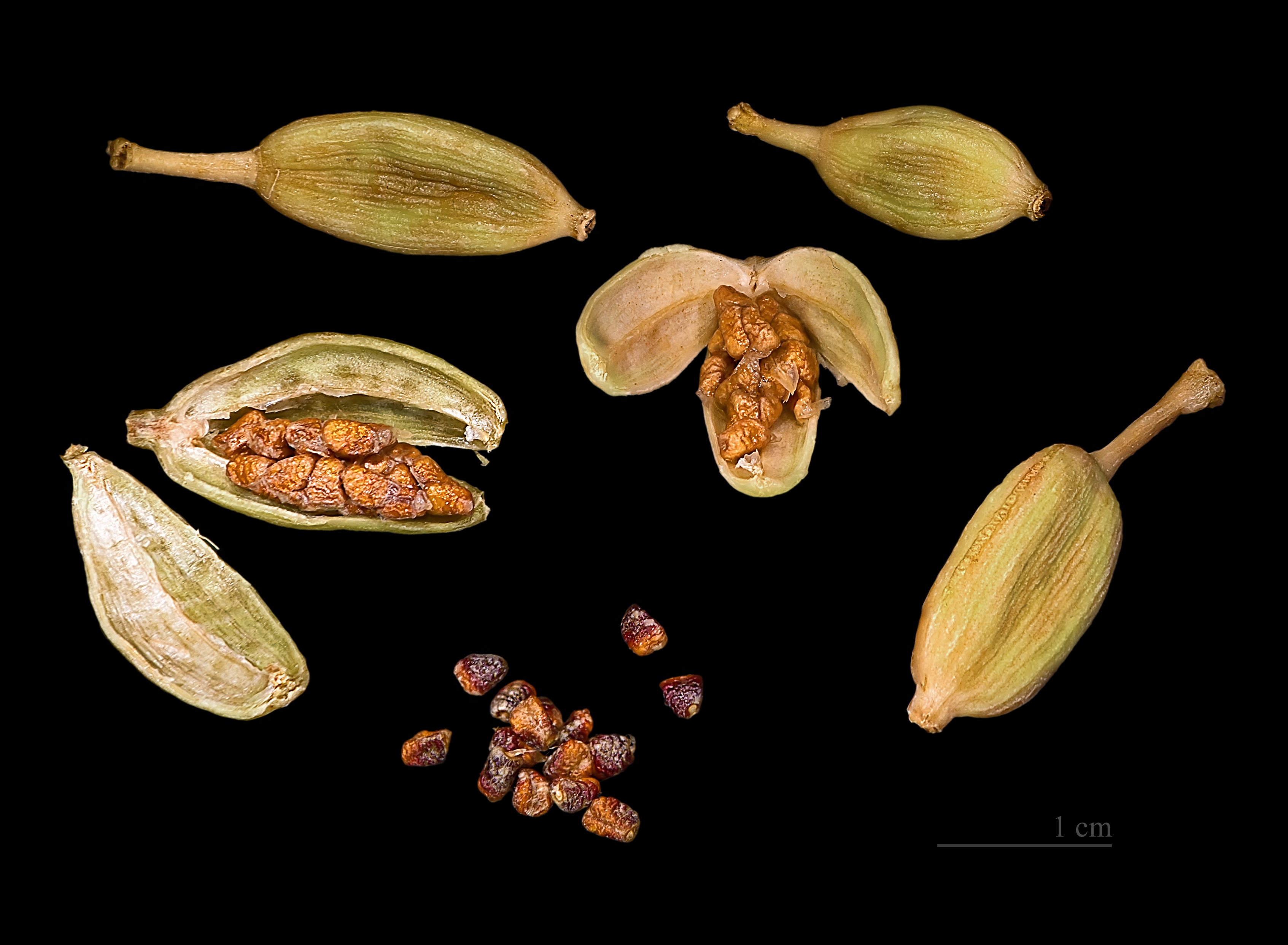
Плоды и семена кардамона

Поскольку из молотого кардамона аромат быстро выветривается, его советуют приобретать в стручках (коробочках). Перед использованием стручки лущат и плоды перемалывают. Молоть можно не только зёрна кардамона, но и целые стручки; правда, аромат у такой пряности менее выраженный. 
Кардамон — концентрированная пряность с резко выраженным вкусом, поэтому его используют в малых количествах. Семена кардамона содержат 3—8 % эфирного масла, в состав которого входит жирное масло, а также терпинеол, терпинилацетат, цинеол, белок. Кардамоновое масло широко используется в парфюмерии.
Кардамон — выраженный тоник. На Ближнем Востоке и в Индии его принято добавлять в кофе и в чай (т. н. бедуинский кофе и чай масала). При этом зёрна кардамона и кофе часто перемалывают вместе. При сочетании с другими специями кардамон, как правило, перебивает их аромат.
Благодаря наличию вышеперечисленных веществ в Средние века кардамон прописывали для стимуляции выделения желудочного сока, укрепления мускулатуры желудка, а также как ветрогонное средство и афродизиак (повышение потенции). В кардамоне содержатся кальций, фосфор, железо, магний и цинк. Природного цинка в нём больше, чем во многих других пряностях. Витамины: В1, В2, В3.
В восточной медицине[кто?] считается, что кардамон помогает удалить из организма слизь, и поэтому его используют при лечении астмы, бронхитов, при простуде и кашле. Сторонники народной медицины[кто?] утверждают, что кардамон очищает желудочно-кишечный тракт, его включают во многие сборы, призванные улучшить пищеварение. Используется для очищения полости рта и дыхания, так как он эффективно нейтрализует патогенную флору.

## Культивирование
Возможно выращивание из зрелых семян, но чаще размножается кусками корневищ. Растение теплолюбиво, поэтому оно не сможет перенести зимних отрицательных температур. Возможно выращивание в теплице, зимнем саду или в доме.

## Схожие пряности

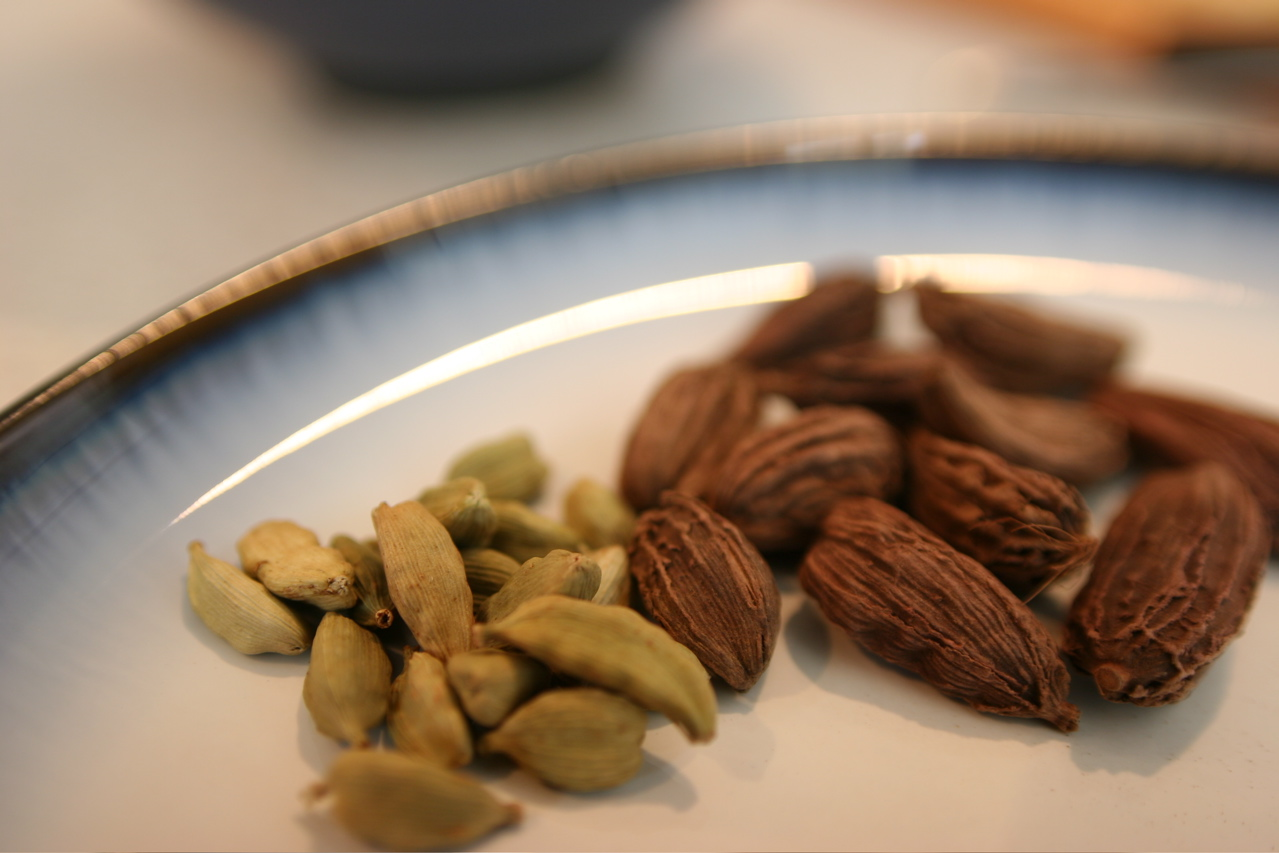
Плоды чёрного кардамона отличаются от настоящего кардамона большими размерами

От настоящего, или зелёного, кардамона следует отличать пряные плоды других растений:
- Amomum (чёрный кардамон) — распространён в Азии и в Австралии: например, сиамский кардамон (Amomum cardamomum L.), большой яванский кардамон (Amomum maximum Roxb)
- Aframomum (эфиопский кардамон) — распространён в Африке и на Мадагаскаре.

На различие между чёрным и зелёным кардамоном ещё в IV в. до н. э. указывал Теофраст.